# کاسپییسک
شهر کاسپییسک (به روسی: Каспийск) در کشور روسیه و در جمهوری داغستان واقع شده‌است. شهر کاسپییسک در جنوب کشور روسیه در کرانه غربی دریای خزر واقع است. مقر ناوگان دریای کاسپیَن نیروی دریایی روسیه، در بندر کاسپییسک جای دارد.